# Микола і Олександра
«Микола і Олександра» (англ. Nicholas and Alexandra) — фільм Франкліна Шеффнера, який є екранізацією книги Роберта Мессі. Отримав дві премії «Оскар».

## Сюжет
Фільм розповідає про сімейне життя останнього російського імператора Миколи II. Сюжетна лінія тягнеться від народження великого князя і цесаревича Олексія, а закінчується розстрілом в Іпатьєвському домі. Переважно показані сцени взаємин між Миколою і його дружиною, паралельно є сцени Петербурзького життя, а також важливі історичні події — Кривава неділя, Перша світова війна, революції. У фільмі також показані Ленін, Сталін, Троцький, Керенський, Распутін та безліч інших історичних осіб.

## У ролях
- Майкл Джейстон — імператор Микола II
- Джанет Сазман — імператриця Олександра Федорівна
- Родерік Нобл — цесаревич Олексій
- Фіона Фуллертон — велика княжна Анастасія Миколаївна
- Аня Марсон — велика княжна Ольга Миколаївна
- Лінн Фредерік — велика княжна Тетяна Миколаївна
- Кандас Гленденнінг — велика княжна Марія Миколаївна
- Гаррі Ендрюс — великий князь Микола Миколайович (дядя Ніколаша)
- Айріні Ворт — імператриця Марія Федорівна
- Тімоті Вест — лікар Боткін
- Жан-Клод Дро — П'єр Жильяр
- Гай Рольф — професор Федоров
- Джек Гоукінс — граф Фредерікс
- Мартін Поттер — князь Юсупов
- Том Бейкер — Распутін
- Джон Геллам — Нагорний
- Кетрін Скофілд — Теглева
- Ерік Портер — Петро Столипін
- Лоуренс Олів'є — Сергій Вітте
- Майкл Редгрейв — Сергій Сазонов
- Моріс Дехем — Володимир Коковцов
- Ральф Трумен — Родзянко
- Гордон Гостелоу — Гучков
- Джуліан Гловер — Гапон
- Рой Дотріс — генерал Алексєєв
- Джон Форбс-Робертсон — генерал Воєйков
- Джон Вуд — полковник Кобилинський
- Джон Макінері — Керенський
- Майкл Брайант — Ленін
- Браян Кокс — Троцький
- Вів'єн Піклс — Крупська
- Джеймс Газельдін — Сталін
- Стефен Грейф — Мартов
- Стівен Беркофф — Панкратов
- Девід Гілс — Голощокін
- Ієн Голм — комісар Яковлєв
- Алан Вебб — комісар Юровський
- Александер Нокс — американський посол

## Нагороди та номінації

### Оскар
На 44-му нагородженні «Оскар» (1972) «Микола і Олександра» виграли дві нагороди з шести номінацій:
- Джон Бокс, Ернест Арчер, Джек Максстед, Гіл Паррондо, Вернон Діксон виграли премію за найкращу роботу художника-постановника.
- Івон Блейк та Антоніо Кастілло виграли премію за найкращий дизайн костюмів.
- Фільм був номінований на найкращий фільм (Сем Шпігель), найкращу жіночу роль (Джанет Сазман), найкращу операторську роботу (Фредді Янг), та найкращу музику до фільму (Річард Родні Беннетт).

### БАФТА
На 25-й кінопремії BAFTA (1972) «Микола і Олександра» отримали три номінації:
- Джанет Сазман була номінована на найперспективнішого новачка у провідних ролях у кіно.
- Джон Бокс був номінований за найкращу роботу художника-постановщика.
- Івон Блейк та Антоніо Кастілло були номіновані за найкращий дизайн костюмів.

### Золотий глобус
На 29-й премії «Золотий глобус» (1972) «Микола і Олександра» отримали три номінації:
- Том Бейкер був номінований за найкращу чоловічу роль другого плану та за найкращий дебют актора.
- Джанет Сазман була номінована за найкращий дебют актриси.

### Греммі
На 15-й щорічній премії «Греммі» (1973) Річард Родні Беннетт був номінований за найкращу оригінальну партитуру, написану для кінофільму.